# Niboye
Niboye (Kinyarwanda Umurenge wa Niboye) ist einer von 10 Sektoren des Distrikts Kicukiro in Kigali, Ruanda.

## Geographie
Der Sektor hat eine Fläche von 5,0 km² und liegt auf einer Höhe von etwa 1470 m. Nachbarsektoren sind im Norden Remera, im Osten Kanombe, im Süden Kagarama, im Südwesten Gatenga, im Westen Kicukiro. Der Sektor unterteilt sich in die Zellen Gatare, Niboye und Nyakabanda.

## Bevölkerung
Nach Stand der Volkszählung von 2022 liegt die Einwohnerzahl bei 26.912. Zehn Jahre zuvor waren es 26.197, was einem jährlichen Bevölkerungsrückgang von 0,27 Prozent zwischen 2012 und 2022 entspricht.

## Bildung
Im Südwesten des Sektors befindet sich das Integrated Polytechnic Regional College (IPRC Kigali).

## Verkehr
Entlang der Westgrenze verläuft die Nationalstraße 5.